# Geonoma brenesii
Geonoma brenesii là loài thực vật có hoa thuộc họ Arecaceae. Loài này được Grayum mô tả khoa học đầu tiên năm 1998.